# امپریالیسم نو
امپریالیسم نو که استعمار نو شکل عمل آن است، به معنای وضعیتی است که در آن کشوری، با داشتن استقلال سیاسی، از دست‌اندازی و دخالت کشور دیگری یا عوامل آن آسیب ببیند و این رابطه ممکن است دنبالهٔ رابطهٔ استعماری گذشته میان دو کشور نباشد و قدرت نوخاسته‌ای آن را پدیدآورد. در برخی از بخش‌های جهان (مثلاً آمریکای لاتین) اغلب اصطلاحات هم‌ردیف مانند «امپریالیسم اقتصادی» (یا به اصطلاح دقیق‌تر «امپریالیسم دلار») را بیشتر بکار می‌برند.

## پیش‌زمینه
حدود ۴ قرن بود که جهان با امپریالیسم اروپایی ــ از اسپانیا و پرتغال تا هلند، فرانسه و بریتانیا ــ به معنای استیلا و سیادت بر دیگر بخش‌های جهان آشنا بود که همگی با بهره‌جویی از قدرت دریایی خود توانسته بودند به چنین جایگاهی برسند اما برای تبدیل شدن به قدرت استعماری صرف عبور از دریاها به جای عبور از خشکی لازم نبود: پیدایش امپراتوری دودمانی هاپسبورگ و عثمانی، تمایل آلمان به شرق اروپا، فتوحات ناپلئون در اروپا، پیشروی روسیه در جنوب و مرکز آسیا و … همگی نشان از آن بودند در این دوره امپریالیسم نه‌تنها صرفاً با گذر از دریا بلکه با گذر از خشکی‌ها نیز شکل می‌گیرد.
واژهٔ امپریالیسم در ۱۸۹۰ در انگلستان توسط هابسن و چند سال بعد در روسیه توسط لنین به کار رفت. این واژه به زودی در زبان‌های دیگر بکار گرفته شد و از آن برای بیان کشاکش‌های قدرت‌های اروپایی رقیب برای به‌دست آوردن مستعمره و حوزهٔ نفوذ در آفریقا و دیگر قاره‌ها استفاده شد. این کشاکش‌ها که از دههٔ ۱۸۸۰ تا ۱۹۱۴ بر سیاست بین‌المللی حاکم بود، سبب شد که این دوره «عصر امپریالیسم» نامیده شود. هم انگلیسی‌ها و هم امپریالیست‌های اروپای قاره‌ای ادعا می‌کردند که هدفشان گسترش تمدن و رساندن دستاوردهای آن به مردمان دارای نژاد و فرهنگ پست‌تر است.

## امپریالیسم نو
با رخ دادن سلسله اتفاقاتی همچون از دست دادن مناطق استعماری فرانسه و اسپانیا در آمریکای شمالی، لاتین و جنوب، انقلاب آمریکا از انگلستان، جدا شدن برزیل از پرتغال و … افکار عمومی ضمن استقبال از این روند، پیش‌بینی می‌کردند که پایان امپراتوری‌های استعماری فرا رسیده‌است. افرادی همچون آدام اسمیت معتقد بودند که ضررهای استعمار بیشتر از منافع آن است و حتی دیزرائیلی اعتقاد داشتند که به زودی تمامی مستعمرات مستقل خواهند شد چراکه بلای جان ما هستند؛ و حتی بیسمارک معتقد بود که بریتانیا به زودی سیاست‌های استعماری خود را کنار بگذارد اما تقریباً همه آنها اشتباه می‌کردند؛ در این زمان خود دیزرائیلی سیاست توسعه و تقویت امپریالیستی را اعلام کرد که موج افکار عمومی را فروکش کرد.
دلایل و توضیح این مسئله نمی‌تواند تماماً و اساساً اقتصادی باشد که نمونه بارز آن فرانسه است که در قیاس با بقیه کشورهای غرب شمال غرب اروپا صنعتی شده بود اما قلمروی استعماری‌اش در قرن ۱۹ دو برابر شده بود. می‌توان در مورد بریتانیا نیز بیان داشت که بحث اعطای استقلال سیاسی به برخی مناطق همچون کانادا نمی‌تواند صرفاً صدور سرمایه باشد؛ و همچنین اشاره برخی از صاحبان منافع تجاری به این موضوع که تجارت و مهاجرت بریتانیا با آمریکا پس از استقلال در این کشور افزایش داشته‌است بی‌آنکه این سرزمین زیر سلطه بریتانیا باشد؛ بنابراین در امپریالیسم نیاز به سلطه مستقیم نبوده و نیست همان‌طور که طرح‌های بریتانیا در آمریکای جنوبی یا آلمان در بالکان و عثمانی شاهدی برای این مسئله هستند. با این حال بر همگان آشکار است که امپریالیسم نو در دو قاره آسیا و آفریقا تمرکز داشته‌است چرا که این مناطق تا قبل از قرن ۱۸ تحت سلطه/نفوذ اروپاییان قرار نگرفته بودند بنابراین بستری مناسب برای سرمایه‌گذاری دولت اروپایی بودند تا بدین طریق بی آن که نیاز به سلطه مستقیم باشد، بر کشور مدنظر تسلط یابند.
همچنین در بحث اقتصادی این مسئله، تمایل به یافتن محل مصرف سرمایه فراوان اروپا و بازار تازه برای تولید صنعتی در کل مهم‌تر از جست‌وجوی مواد خام یا عامل افزایش جمعیت بود. یکی از دلایل جاذبه آفریقا و آسیا نیز وجود مواد خام کمیاب و ارزشمند بود که به‌شده مورد توجه اروپاییان قرار می‌گرفت اما این زمان بسیاری از این مواد بدون سلطه سیاسی و با طریق تجارت به دست می‌آمد. در رابطه با عامل افزایش جمعیت در اروپا و مهاجرت، با وجود اینکه از دو قاره آفریقا و آسیا از شرایط و ظرفیت بالایی برخوردار بودند اما به دلایلی همچون آب و هوا اروپاییان ترجیح می‌دادند به مناطقی همچون آمریکا یا نیوزلند یا استرالیا مهاجرت کنند تا آسیا و آفریقا.
جست‌وجو برای بازار فروش کالاهای صنعتی را می‌توان مهم‌ترین عامل برشمرد که نه‌تنها جنبه اقتصادی بلکه جنبه سیاسی در پس آن نهفته بود؛ با رخ‌دادن انقلاب صنعتی و انتشار آن در اروپا، کشورهای اروپایی ضمن رفع نیاز داخلی، درصدد فروش تولیدات خود در بازارهای خارجی بودند. در همین زمان علاوه بر یافتن بازار، دولت‌های اروپایی برای برآورده‌کردن نیازهای ملی، درصدد استیلای سیاسی بر سرزمین توسعه‌نیافته در آسیا و آفریقا بودند. بدین ترتیب در چنین شرایط اشتیاق برای استعمار نوع جدید سرزمین‌های عقب‌مانده از طریق سرمایه‌گذاری، اروپا توانست به سرعت بر آسیا و آفریقا مسلط شود. با این حال شرط لازم برای سرمایه‌گذاری در کشورهای عقب‌مانده امنیت بود و با وجود اختلافات سیاسی در اروپا این زمان، هیچ راهی جز تصرف و تسلط بر آن جغرافیا متضمن این مسئله نبود که بعدها بنادر یا شهرها همین کشورها و مناطق مراکز مهم و امتیازی ویژه برای کشورهای اروپایی در زمان برخورد با یکدیگر بودند. این مسئله خود عاملی شد برای آغاز مسابقه همگانی برای کسب مستعمرات که از نظر برخی دلیل اصلی برای شروع جنگی در سطح جهانی بود اما از نظر برخی دیگر خطر جنگ سبب شد که اروپا رو به امپریالیسم بیاورد.
در مسئله امپریالیسم همزیستی منافع اقتصادی با اهداف سیاسی، یکی کشور را به کشوری امپریالیستی مبدل می‌کرد که این مسئله در برخی از کشورها همچون ایتالیا و روسیه دیده نمی‌شد؛ بدین معنا که در این دو کشور سیاست‌هایی برای کسب مناطق استعماری برای برآورده‌کردن نیازهای ملی وجود داشت اما به دلیل ضعف اقتصادی و نداشتن سرمایه و تولید مازاد مانعی بر سر راه آنها برای مبدل شدن به کشوری امپریالیستی می‌شد، ولی کشوری همچون نروژ که بعد از بریتانیا و آلمان بهترین ناوگان دریایی را در اختیار داشت به دلیل عامل اقتصادی امپریالیسم، دست به این کار نزد. با این حال علاوه بر عامل اقتصادی، آنچه یک کشور را مبدل به یک کشور امپریالیستی می‌کرد، حمایت گروهی از نخبگان سیاسی، اقتصادی و اجتماعی از این مسئله بود که این مسئله را به وضوح می‌توان در کشورهای همچون بریتانیا، فرانسه و کشورهای پیشگام در این زمینه مشاهده کرد.
فارغ از دلایل مستقیم سیاسی و اقتصادی برای امپریالیسم، عوامل تأثیرگذار دیگری نیز در این مسئله وجود داشتند ــ هرچند از اهمیت دلایل سیاسی و اقتصادی برخوردار نبودند: یکی از آنها فعالیت‌های کاوشگران و ماجراجویان بود که به دلیل علاقه به اکتشافات یا دیگر دلایل دست به این کار زدند که اکتشافات آنها خود عاملی بود برای جذب دولت‌ها به آن جغرافیا. دومین عامل نیز فعالیت مبلغان مسیحی بود که نقش ویژه‌ای در گسترش استعمار داشتند که به دلیل جایگاهی که در جامعه و در سطح ملی داشتند، به قول گامبتا دربارهٔ لاویژری، یکی از مبلغان اروپایی، «حضور وی در تونس برای فرانسه به اندازه یک ارتش ارزش دارد». و در انتها می‌توان به به نقش مدیران یا فرماندهان اشاره کرد که به دلیل مأموریتی که داشتند، می‌توانستند از هر فرصتی برای ایجاد نظم و ادارهٔ کارآمد امور استفاده کنند که بدون حضور اینچنین افرادی، دامنه و فشردگی سلطه اروپاییان بر آفریقا غیرممکن بود.
در چنین شرایطی اروپاییان طی قرن ۱۸ و ۱۹ توانستند دست به گسترش قلمروی خود آفریقا و آسیا زنند که سهم برخی کشور زیاد (همچون بریتانیا و فرانسه)، برخی دیگر کم (همچون ایتالیا و بلژیک) بود و برخی کشورها همچون هلند و پرتغال نیز قلمرو امپراتوری استعماری‌شان تغییری نکرد و به شکل اسبق باقی ماند. همچنین این متصرفات عظیم اروپاییان ارتباط نزدیکی با به قدرت‌رسیدن یک حزب سیاسی نداشت؛ با وجود پذیرفته‌شدن این سیاست توسط حزب و اجرایی کردن آن سیاست، ـبا وجود مخالفت احزاب دیگر یا دیگر نخبگان سیاسی یا ایجاد نگرش منفی نسبت به آنها ــ با قدرت رسیدن حزب مخالف، آنها نیز به نوبه و شکل خود از این سیاست حمایت و دفاع می‌کردند که نمونه بارز آن حزب محافظه‌کار و لیبرال در بریتانیا است.

## تکاپو برای تصرف مستعمرات
همیشه بدین شکل نبود که تصرف مستعمرات با مخالفت دیگر قدرت‌ها روبه‌رو شود همان‌طور که در تصرف الجزایر توسط فرانسه یا نیجریه توسط بریتانیا مشاهده شد. یا برخی در موارد برخی از کشورها با ترغیب یا حمایت دیگر کشورها دست به تصرف مناطقی می‌زدند که در جریان تصرف تونس توسط فرانسه، بیسمارک از آن حمایت نمود تا مانع از برخورد میان این کشور با ایتالیا درمسائل قاره‌ای شود. در اینجا بود که قدرت‌های اروپایی برای پیشبرد اهداف خود در گسترش قلمروی مستعمراتی و همچنین تثبیت آن خود دست به تشکیل کنفرانس‌ها، تشکل‌ها، انجمن‌ها و کمیسیون‌های بین‌المللی زدند که می‌توان به کمیسیون مشترک پرتغال و بریتانیا اشاره کرد که طی آن بریتانیا دعوی پرتغال برای سلطه بر سراسر مصب رود کنگو را به رسمیت می‌شناخت.

### آفریقا

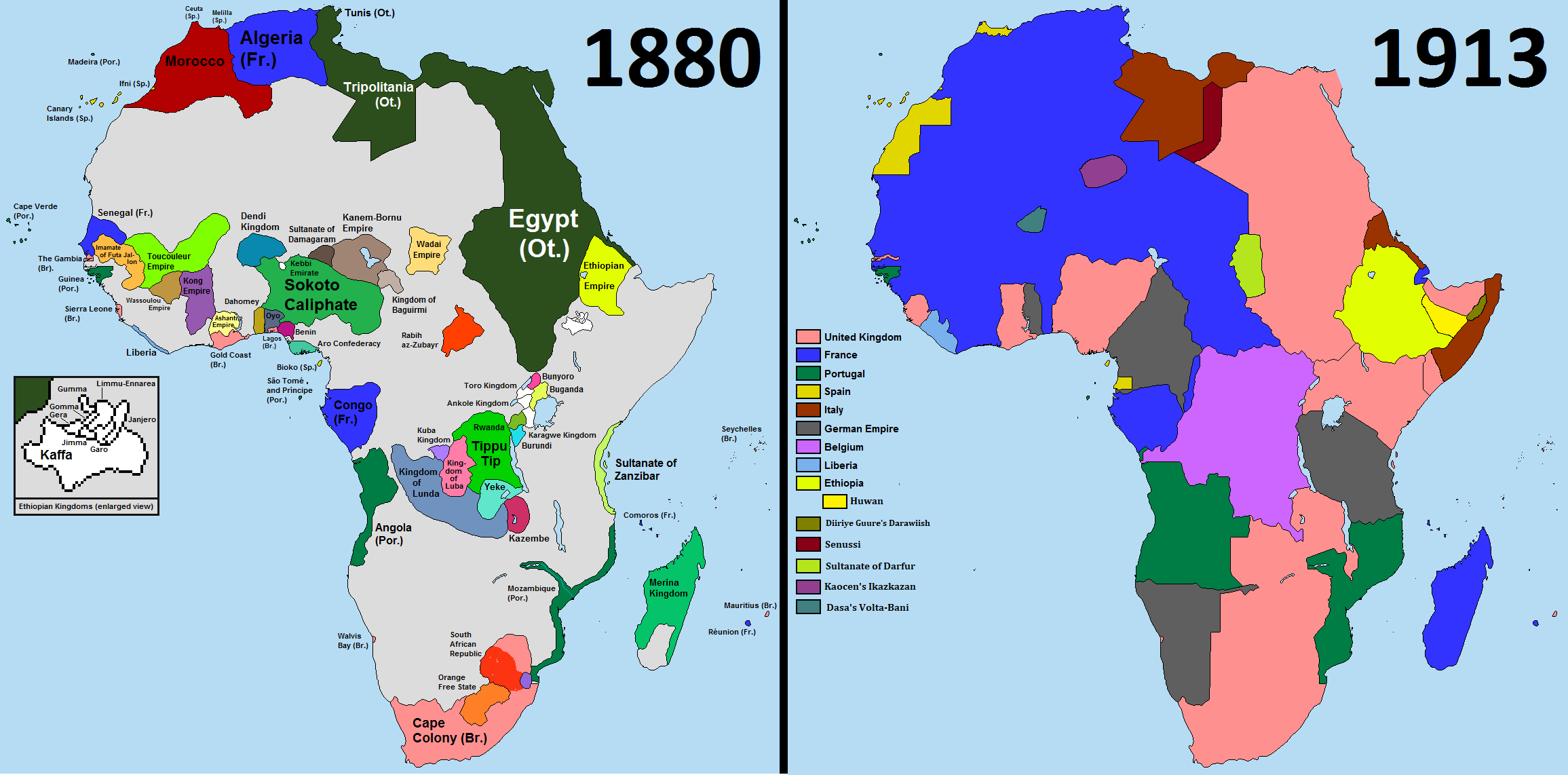
تقسیم آفریقا توسط قدرت‌های استعماری

همچنین موضوع این نشست و کنفرانس‌ها تعریف حوزهٔ نفوذ بود که نخستین بار طی کنگره برلین در سال ۱۸۸۵ به‌کار رفت. در این کنگره توافق شد که هر یک از کشورها پس از فتح منطقه‌ای در آفریقا، مابقی کشورها از این اتفاق باخبر سازد تا تملک آن شکور محرز شود که این مسئله نشانی بود از توافق اروپا بر سر تقسیم‌بندی آفریقا بین همه قدرت‌های استعماری. پس از این اتفاق، سیاست‌های امپریالیستی در تمام کشورهای اروپایی اجرا شد و تمامی مخالفت‌های آن منکوب و سرکوب. آلمان طی این مدت توانست توگو، کامرون، آفریقای جنوب غربی و شرقی آلمان را مبدل به تحت‌الحمایگی خود کند؛ فرانسه ضمن تصرف داهویی، در بخش‌های داخلی الجزایر، سنگال، گینه و ساحل‌عاج پیشروی کرد و حوزه خود را در آفریقای استوایی در کرانه شمالی رود کنگو پیش رفت و مدعی سومالی شد و ماداگاسکار را ضمیمه قلمروی خود کرد؛ بریتانیا، بعد از تسلط بر دماغه امیدنیک، دست به پیشروی به سمت شمال کرد و تا نزدیکی کشور کنگو پیش رفت که نتیجه آن جنگ با بوئرها بود. همچنین از شرق آفریقا پیشروی خودرا نیز آغاز کرد و تا اوگاندا پیشروی کرد. در غرب نیز موفق به تسخیر نیجریه شد؛ ایتالیا نیز اریتره را ضمیمه خاک خود کرد و پس از آن اسمره را بدان افزود. همچنین نوار بزرگی در ساحل جنوی سومالی را مسخر کرد و حبشه را به عنوان تحت‌الحمایه خود معرفی کرد. با این حال اختلافاتی میان اروپاییان بر سر مراکش، مصر و لیبی به وجود آمد.

### خاور دور
علاوه بر آفریقا، اروپاییان همان روند را در آسیا و خاور دور آغاز و ادامه دادند. در این میان با انقلاب صنعتی و کشف کشتی بخار اهمیت جزایر بیش از پیش گردید. گینه‌نو میان هلندی‌ها، بریتانیایی‌ها و آلمانی‌ها تقسیم گشت؛ جزایر مارشال توسط آلمان اشغال شد و جزایر ساموآ را با ایالات متحده شریک و جزایر کارولین و ماریان را از اسپانیا خرید؛ بریتانیا، بورنئوی شمالی، جزایر سلیمان جنوبی، تونگا و گیلبرت را به تصرف خود آورد؛ فرانسه نیز جزیره مارکساس، جزایر سوسایتی و برخی از جزایر تاهیتی را اشغال کرد؛ آمریکا تنها پس از جنگ با اسپانیا، علاوه بر پورتوریکو و کوبا، فیلیپین و جزایر هاوایی را به قلمروی خود افزود.
در شمال اقیانوس آرام، هدف اصلی قدرت‌های استعماری، چین بود نه به هدف ضمیمه‌کردن آن بلکه ایجاد نقاط کانونی برای بسط حوزه نفوذ و تجارت خود در سواحل شرقی آسیا. شرایط داخلی چین و بروز جنگ‌های داخلی شرایطی برای بریتانیا و فرانسه مهیا کرد تا ضمن دخالت در امور داخلی چین، بتوانند امتیازهای تجاری و سیاسی بگیرند: هنگ‌کنگ به بریتانیا اعطا شد و اجازه ورود اروپاییان به بنادر معاهده همچون کانتون و شانگهای داده شد که در این مسئله این افراد در این مناطق تابع قوانین کشور خود بودند نه چین. روسیه توانست در امتداد رود آمور راه خود را به سمت شرق باز کند. فرانسه دیگر مناطق باقیمانده هندوچین و بریتانیا مناطق باقی‌مانده برمه را تسخیر کرد. چین تحت خاندان مانچو در این دوره همانند عثمانی در اروپا بود که مقدر شده بود به دست خود اضمحلال امپراتوری خود را هدایت کند.
با وجود این شرایط در خاور دور یک استثنا وجود داشت: ژاپن. ژاپن در میانه قرن ۱۸ که دستخوش انقلاب داخلی شده بود، توانست فرایند غربی‌شدن را در سطحی گسترده فراهم آورد. این کشور قدرت‌یافته توانست در اواخر قرن ۱۹ خود را آماده گسترش امپراتوری خاص خود بکند. نخست توانست استقلال کره کمک کند و پس از به دلایل اختلاف با چین بر کره وارد جنگ با این کشور شد و توانست امپراتوری چین را شکست دهد. تسلط بر کره توانست فرمز و شبه‌جزیره لیائوونگ را به قلمرو خود ضمیمه کند. با قدرت‌گیری ژاپن و نگرانی قدرت‌های اروپایی از روند این کشور، سبب شد فشار اروپایی‌ها به این کشور شد تا این کشور در نهایت تسلیم فشار شود. چین نیز برای رقابت با ژاپن قدرت‌یافته درصدد غربی‌یازی خود برآمد اما با تلاش این کشور صرفاً منجر به استقرار و قدرت‌یابی اروپاییان در این کشور شد: لیائوتونگ را به روسیه سپرد؛ کیائوچو را به آلمان اجاره داد؛ بریتانیا بندر وی‌های‌وی را تصرف کرد. هرچند مقاومت‌های داخلی برگرفته از آرمان ناسیونالیستی همچون شورش مشت‌زن‌ها در این کشور علیه اروپاییان شکل گرفت اما نتیجه این حرکات تا به قدرت رسیدن سوت‌یات‌سن و آغاز جنبش وی بی‌نتیجه ماند. نتیجه این سیاست در امپراتوری چین رو به زوال و تقسیم مناطق مختلف میان قدرت‌های اروپایی، جنگ میان ژاپن و روسیه بود؛ جنگی که ژاپن توانست برای اولین یک دولت اروپایی قدرتمند را شکست دهد و کنترل بخش‌هایی همچون کره و شبه‌جزیره لیائوتونگ را به‌دست بگیرد. شکست روسیه از ژاپن و همچنین شکست ایتالیا از حبشه نشان داد که قدرت اروپاییان را می‌توان به چالش کشید که در جریانات ناسیونالیستی همچون انقلاب مشروطه ایران (۱۹۰۵)، عثمانی (۱۹۰۸) و چین (۱۹۱۱) شاهدی برای این موضوع بودند.